# Gonçalo de Baena
Gonçalo de Baena (em castelhano:  Gonzalo de Baena; grafia arcaica: Gonçalo de Vaena) (c. 1480 — depois de 1540) foi um músico, compositor e instrutor de música do período renascentista de origem espanhola mas que trabalhou desde a juventude em Portugal na corte de D. Manuel I e D. João III.

## Biografia
Gonçalo de Baena nasceu em Espanha por volta de 1480. Logo nos primeiros anos do século XVI foi para Portugal onde, eventualmente, entrou ao serviço da corte portuguesa, por essa altura do rei D. Manuel I e sua esposa castelhana a rainha D. Maria.
Em 1536, trabalhando como músico de câmara para o rei D. João III conseguiu o privilégio real para a publicação da sua magnum opus, um livro de instrução musical chamado "Arte novamente inventada pera aprender a tanger" ou, simplesmente, "Arte de tanger". A sua publicação só foi concretizada em 1540, contando o autor com sessenta anos de idade.

### Família
Teve pelo menos um filho que tal como ele também foi músico e compositor ao serviço de D. João III, chamado António de Baena. Na sua "Arte de tanger", Gonçalo de Baena incluiu várias das obras do filho.

## Arte de tanger
A "Arte novamente inventada pera aprender a tanger" é uma obra musical didática que tem como propósito, segundo as próprias palavras do autor, "ensinar a tanger no instrumento de tecla sem necessidade de mestre" usando para isso um sistema simples baseado em caracteres. Este trabalho é a mais antiga fonte impressa dedicada à música para instrumento de tecla da Península Ibérica. Os instrumentos referidos diretamente por Baena são o manicórdio, que era um tipo de clavicórdio, semelhante a uma espineta mas com um teclado mais extenso, e o órgão (certamente um pequeno órgão de tubos como o representado no frontispício).
Neste trabalho, após um prólogo e uma curta introdução ao método utilizado, Gonçalo de Baena apresenta várias adaptações para tecla de músicas vocais preexistentes, maioritariamente religiosas. Algumas das obras originais que adapta são suas, outras do seu filho a quem trata de dar destaque num grupo de variados compositores europeus de renome:
- Da escola franco-flamenga: Alexander Agricola, Antoine Brumel, Antoine de Févin, Firminus Caron, Jacob Obrecht, Johannes Ockeghem, Josquin des Prez, Loyset Compère e Mathieu Gascongne.
- Das escolas ibéricas: Cristóbal de Morales, Francisco de Peñalosa, João de Badajoz, Juan de Anchieta, Juan de Urrede, Juan García de Basurto e Pedro de Escobar.[1][4]

Apesar de ser conhecida a sua publicação, nenhum exemplar dela era conhecido e por isso a obra era tida como perdida. Tal veio a não se confirmar visto que em 1991 foi descoberto um exemplar sobrevivente, aparentemente o último, na Biblioteca do Palácio Real de Madrid. Esta descoberta foi classificada como um evento da maior importância para a compreensão história da música europeia.

### Lista de obras
| N.º | Vozes | Fólio | Nome                                          | Tom | Compositor da obra original                             |
| --- | ----- | ----- | --------------------------------------------- | --- | ------------------------------------------------------- |
| 1   | 2vv   | 9r    | "Domine Deus"                                 | 4.º | Johannes Ockeghem                                       |
| 2   | 2vv   | 9v    | "Loysset. primeiro toõ"                       | 1.º | Loyset Compère                                          |
| 3   | 2vv   | 9v    | "Loyset primeiro toõ"                         | 1.º | Loyset Compère                                          |
| 4   | 2vv   | 10r   | "Crucifixus etiam pro nobis"                  | 1.º | Loyset Compère                                          |
| 5   | 2vv   | 10r   | "Et ascendit in celum"                        | 1.º | Loyset Compère                                          |
| 6   | 2vv   | 10v   | "Et iterum venturus est cum gloria"           | 1.º | Loyset Compère                                          |
| 7   | 2vv   | 11r   | "Pleni sunt"                                  | 1.º | Josquin des Prez (Atrib. erradamente a Jacob Obrecht)   |
| 8   | 2vv   | 11v   | "Benedictus"                                  | 4.º | Josquin des Prez                                        |
| 9   | 2vv   | 11v   | "Pleni sunt" (missa "Hercules Dux Ferrariae") | 1.º | Josquin des Prez                                        |
| 10  | 2vv   | 12v   | "Agnus Dei" (missa "Ave maris stella")        | 1.º | Josquin des Prez                                        |
| 11  | 2vv   | 13r   | "Kyrie eleison"                               | 4.º | Francisco de Peñalosa                                   |
| 12  | 2vv   | 13r   | "Christe eleison"                             | 4.º | Francisco de Peñalosa                                   |
| 13  | 2vv   | 13r   | "Kyrie eleison"                               | 8.º | Francisco de Peñalosa                                   |
| 14  | 2vv   | 13v   | "Christe eleison"                             | 8.º | Francisco de Peñalosa                                   |
| 15  | 2vv   | 13v   | "Quia fecit"                                  | 6.º | Juan de Urrede                                          |
| 16  | 2vv   | 14v   | "Esurientes implevit bonis"                   | 6.º | Juan de Urrede                                          |
| 17  | 2vv   | 15r   | [Escobar. Oitavo tom]                         | 8.º | Pedro de Escobar                                        |
| 18  | 2vv   | 15v   | "Conditor alme syderum" (mão esquerda)        | 4.º | Gonçalo de Baena?                                       |
| 19  | 2vv   | 16r   | "Conditor alme siderum" (mão direita)         | 4.º | Gonçalo de Baena?                                       |
| 20  | 2vv   | 16v   | "Jesu nostra redemptio"                       | 1.º | Gonçalo de Baena?                                       |
| 21  | 2vv   | 17v   | "Pleni sunt" (missa "De plus en plus")        | 8.º | Johannes Ockeghem                                       |
| 22  | 2vv   | 18r   | "Benedictus"                                  | 8.º | Jacob Obrecht                                           |
| 23  | 3vv   | 18v   | "Benedictus"                                  | 5.º | Josquin des Prez                                        |
| 24  | 3vv   | 19r   | "Benedictus"                                  | 1.º | António de Baena                                        |
| 25  | 3vv   | 20r   | "Pleni sunt"                                  | 1.º | Josquin des Prez                                        |
| 26  | 3vv   | 20v   | "Benedictus"                                  | 8.º | Johannes Ockeghem                                       |
| 27  | 3vv   | 21r   | "Unica est columba mea"                       | 4.º | Francisco de Peñalosa                                   |
| 28  | 3vv   | 22v   | "Si sumsero penas meas"                       | 8.º | Jacob Obrecht (Atrib. erradamente a Alexander Agricola) |
| 29  | 3vv   | 24v   | "Pleni sunt"                                  | 8.º | António de Baena                                        |
| 30  | 3vv   | 25r   | "In pace, in edipsum dormiam"                 | 8.º | Josquin des Prez                                        |
| 31  | 3vv   | 26r   | "Agnus Dei"                                   | 4.º | Mathieu Gascongne                                       |
| 32  | 3vv   | 27r   | "Mater patris"                                | 1.º | Antoine Brumel (Atrib. erradamente a Loyset Compère)    |
| 33  | 3vv   | 29v   | "Ave maris stella"                            | 1.º | Gonçalo de Baena                                        |
| 34  | 3vv   | 30r   | "Helas que pourra devenir"                    | 8.º | Firminus Caron                                          |
| 35  | 3vv   | 31v   | "Si dedero"                                   | 8.º | Alexander Agricola (Atrib. erradamente a Jacob Obrecht) |
| 36  | 3vv   | 32v   | "Pange lingua"                                | 5.º | João de Badajoz                                         |
| 37  | 3vv   | 33r   | "Motete do cego" e volta                      | 1.º | Alexander Agricola                                      |
| 38  | 3vv   | 38r   | "Congratulamini mihi omnes"                   | 1.º | Juan de Anchieta                                        |
| 39  | 3vv   | 39v   | "Agnus Dei"                                   | 1.º | Antoine de Févin                                        |
| 40  | 3vv   | 40r   | "Si dedero"                                   | 8.º | Gonçalo de Baena                                        |
| 41  | 4vv   | 41r   | "In diebus illis"                             | 8.º | Cristóbal de Morales                                    |
| 42  | 4vv   | 42v   | "Et in terra" (missa "Beata Virgine")         | 1.º | Josquin des Prez                                        |
| 43  | 4vv   | 44r   | "Qui tollis" (missa "Ave maris stella")       | 1.º | Josquin des Prez                                        |
| 44  | 4vv   | 45r   | "Agnus Dei" (missa "Fa re mi re")             | 1.º | António de Baena                                        |
| 45  | 4vv   | 46v   | "Patrem omnipotentem"                         | 1.º | Loyset Compère                                          |
| 46  | 4vv   | 48v   | "Kyrie eleison"                               | 8.º | António de Baena                                        |
| 47  | 4vv   | 49r   | "Agnus Dei" (missa "Hercules Dux Ferrariae")  | 1.º | Josquin des Prez                                        |
| 48  | 4vv   | 50r   | "Clamabat autem mulier cananea"               | 6.º | Pedro de Escobar                                        |
| 49  | 4vv   | 52v   | "Kyrie eleison"                               | 6.º | António de Baena                                        |
| 50  | 4vv   | 53r   | "Deposuit potentes"                           | 1.º | Juan García de Basurto                                  |
| 51  | 4vv   | 53v   | "Patrem omnipotentem"                         | 8.º | Pedro de Escobar                                        |
| 52  | 4vv   | 55r   | "Christe eleison"                             | 6.º | António de Baena                                        |
| 53  | 4vv   | 55v   | "Kyrie eleison"                               | 6.º | António de Baena                                        |
| 54  | 4vv   | 56r   | "Kyrie eleison"                               | 1.º | António de Baena                                        |
| 55  | 4vv   | 56v   | "Kyrie eleison de Nuestra Señora"             | 1.º | Gonçalo de Baena?                                       |
| 56  | 4vv   | 57r   | "Christe eleison de Nuestra Señora"           | 1.º | Gonçalo de Baena?                                       |
| 57  | 4vv   | 57r   | "Kyrie de Nuestra Señora"                     | 1.º | Gonçalo de Baena?                                       |
| 58  | 4vv   | 57v   | "Kyrie eleison de Nuestra Señora"             | 1.º | Gonçalo de Baena?                                       |
| 59  | 4vv   | 58r   | "Sanctus" (missa "Sola la fare mi vida")      | 1.º | António de Baena                                        |
| 60  | 4vv   | 58v   | "Osanna" (missa "Sola la fare mi vida")       | 1.º | António de Baena                                        |
| 61  | 4vv   | 59v   | "Sanctus" (missa "La sol fa re mi")           | 4.º | Josquin des Prez                                        |
| 62  | 4vv   | 60r   | "Pleni sunt"                                  | 8.º | Josquin des Prez                                        |
| 63  | 4vv   | 61r   | "Agnus Dei" (missa "Ave maris stella")        | 1.º | Josquin des Prez                                        |
| 64  | 4vv   | 61v   | "Patrem omnipotentem" (missa "L'homme armé")  | 4.º | Josquin des Prez                                        |
| 65  | 4vv   | 63v   | "Pleni sunt" (missa "La sol fa re mi")        | 4.º | António de Baena                                        |